# ماهر لبيب
ماهر لبيب ممثل مصري. بدأ مشواره الفني في منتصف السبعينيات وأدى أدوارا ثانوية في السينما والتليفزيون، اشتهر بدور المحقق أو الضابط الذي يظهر في نهاية الفيلم ليقبض على الأشرار.

## من أعماله

### في المسلسلات
- أدهم و زينات وثلاث بنات
- حارة الطبلاوي
- وجه القمر
- الجذور
- رد قلبي
- نحن لا نزرع الشوك
- الشارع الجديد
- يوميات ونيس
- نسر الشرق ج1
- وجه القمر
- أحلام الفتى الطائر

### الأفلام
- الشيطانة
- لعدم كفاية الأدلة !
- المواجهة
- كراكون في الشارع
- دقة زار

### المسرحيات
- كلام فارغ
- زيارة بلا موعد

### السهرات التلفزيونية
- الحلقة المفقودة
- الزوجة الطائشة
- عجيبة
- هبة من الله
- الفرج بعد الشدة

## وفاته
توفي يوم الأحد 22 أغسطس 2021 ميلاديًّا، المُوافق 14 محرم 1443 هجريًّا، عن عمر ناهز 72 عامًا بعد صراع مع المرض.

## روابط خارجية
- ماهر لبيب على موقع الدهليز
- ماهر لبيب على موقع قاعدة بيانات الأفلام العربية